# Малиевский, Артур Юрьевич
Артур Юрьевич Малиевский (бел. Артур Юр’евіч Маліеўскі; род. 21 августа 2001, Гродно) — белорусский футболист, вратарь гродненского «Немана».

## Карьера

### «Неман» Гродно

#### Начало карьеры
Воспитанник футбольной академии гродненского «Немана». В 2015 году футболист отправился выступать в «Академию АБФФ». В 2019 году футболист вернулся в гродненский клуб, отправившись выступать за дублирующий состав, также на протяжении сезона став попадать в заявку на матчи с основной командой. Дебютировал за клуб футболист 2 апреля 2021 года в матче против брестского «Динамо». В полуфинале Кубка Беларуси футболист вместе с клубом уступил солигорскому «Шахтёру», завершив своё выступление на турнире. По итогу сезона футболист вместе с клубом завершил чемпионат на итоговом десятом месте в турнирной таблице. На протяжении сезона футболист выступал за клуб в роли резервного вратаря, отличившись 2 «сухими» матчами.

#### Сезон 2022
Новый сезон футболист начал с четвертьфинальных матчей Кубка Беларуси, где победили могилёвский «Днепр». Первый матч в чемпионате футболист сыграл 19 марта 2022 года против жодинского «Торпедо-БелАЗ». В полуфинале Кубка Беларуси футболист вместе с клубом уступил борисовскому БАТЭ, завершив своё выступление на турнире. В августе 2022 года футболист потерял место в стартовом составе гродненского клуба, став оставаться на скамейке запасных. По итогу сезона футболист вместе с клубом завершил чемпионат на итоговом девятом месте в турнирной таблице. На протяжении первой половины сезона футболист выступал в роли основного вратаря, однако затем стал оставаться на скамейке запасных, так и не вернув себе место в стартовом составе, отличившись 4 «сухими» матчами.

#### Сезон 2023 (аренда в «Слуцк»)
В начале 2023 года футболист приступил к подготовке к новому сезону с гродненским клубом. Первую половину сезона футболист провёл на скамейке запасных, также потеряв статус лимитчика, из-за чего было сложнее попасть в стартовый состав клуба. В июле 2023 года футболист на правах арендного соглашения присоединился к «Слуцку», соглашение с которым было заключено до конца сезона. Первые матчи в слуцком клубе футболист провёл на скамейке запасных, который в свою очередь вылетел из розыгрыша Кубка Беларуси. Дебютировал за клуб футболист 11 августа 2023 года в матче против столичного «Минска». По итогу сезона футболист вместе с клубом завершил чемпионат на итоговом восьмом месте в турнирной таблице. На протяжении сезона футболист выступал за клуб в роли основного вратаря. В январе 2024 года футболист официально покинул клуб по окончании срока арендного соглашения.

#### Сезон 2024
В начале 2024 года футболист вернулся в распоряжение гродненского клуба, вместе с которым начал готовиться к новому сезону. Новый сезон футболист начал в роли резервного вратаря. Первый матч в сезоне футболист сыграл 21 мая 2025 года против «Слуцка». Вместе с клубом футболист стал обладателем Кубка Беларуси, где в финале 25 мая 2024 года победили «Ислочь», однако сам  футболист остался на скамейке запасных. В июле 2024 года футболист вместе с клубом отправился на квалификационные матчи Лиги конференций УЕФА, где по сумме встреч уступили румынскому клубу ЧФР. По итогу сезона футболист вместе с клубом стал серебряным призёром чемпионата. На протяжении сезона футболист выступал за клуб в роли резервного вратаря, единожды выйдя на поле. 

#### Сезон 2025
Новый сезон футболист начал 22 февраля 2025 года с матча за Суперкубок Беларуси, где уступили минскому «Динамо», однако сам футболист остался на скамейке запасных. Первый матч в сезоне футболист сыграл 16 мая 2025 года против жодинского «Торпедо-БелАЗ». Вместе с клубом футболист стал обладателем Кубка Беларуси, где в финале 24 мая 2025 года победили жодинское «Торпедо-БелАЗ», однако сам футболист остался на скамейке запасных. В июле 2025 года футболист вместе с клубом отправился на квалификационные матчи Лиги конференций УЕФА.

## Международная карьера
В 2017 году был вызван в юношескую сборную Беларуси до 17 лет. Дебютировал за сборную 16 августа 2017 года в товарищеском матче против Грузии. Также представлял сборную на квалификационных матчах юношеского чемпионата Европы до 17 лет, где сыграл против Франции.
В 2019 году был вызван в юношескую сборную Беларуси до 19 лет. Также дебют за неё состоялся в товарищеском матче, только уже против Турции. В октябре 2019 года отправился на квалификационные матчи на юношеского чемпионата Европы до 19 лет, где отыграл все 3 матча как основной вратарь. Первый матч закончился ничьей против Шотландии, потом разгромное поражение от Германии со счётом 2:9 и третий матч закончился победой над Андоррой.
В марте 2021 года дебютировал за молодёжную сборную Беларуси в товарищеском матче против Армении.

## Достижения
«Неман» Гродно
- Обладатель Кубка Беларуси (2): 2023/24, 2024/25